# Elecciones presidenciales de la República del Congo de 2021
Las elecciones presidenciales de la República del Congo de 2021 se celebraron el 21 de marzo. El presidente en ejercicio, Denis Sassou-Nguesso, resultó reelegido con el 88,57% de los votos. 

## Sistema electoral
El Presidente de la República del Congo es elegido para un mandato de cinco años renovable dos veces. Se elige al candidato que obtenga la mayoría absoluta de los votos emitidos en la primera vuelta. En su defecto, los dos candidatos con mayor votación se enfrentan en una segunda vuelta que se realiza veintiún días después de la proclamación de los resultados de la primera por parte de la Corte Constitucional.

## Campaña
Siete candidatos participarán en las elecciones. El presidente en ejercicio Denis Sassou-Nguesso fue nombrado candidato del Partido Congoleño del Trabajo (PCT) al final de un congreso organizado en diciembre de 2019, y anunció su candidatura el 23 de enero de 2021.
Guy Brice Parfait Kolélas, principal rival de Sassou-Nguesso en las elecciones de 2016, fue designado candidato de la Unión de Demócratas Humanistas Yuki (UDH-Yuki) el 1 de febrero.
La campaña electoral comenzó el 5 de marzo de 2021, bajo el auspicio de la Comisión Nacional Electoral Independiente (CNEI).

## Acontecimientos
Durante el día de la elección se confirmó un corte de los servicios de internet a nivel nacional. Esto resulta idéntico a la situación el año 2016, ya observada y condenada por organismos como la Unión Africana.
En vísperas de las elecciones presidenciales, Kolélas fue evacuado y hospitalizado en Francia tras contraer COVID-19. Dijo que estaba "luchando contra la muerte". Murió de complicaciones del COVID-19 el 22 de marzo de 2021, antes de anunciarse los resultados electorales.

## Resultados
Como era de esperar, Denis Sassou-Nguesso fue reelegido en la primera vuelta por una gran mayoría del 88% de los votos en una votación que parecía un plebiscito. A pesar de la observación de una baja presencia de votantes en los colegios electorales, retransmitida por los medios internacionales, la tasa de participación oficial se situó en algo más del 67% de los registrados, ligeramente por debajo de 2016.
El 6 de abril, el Tribunal Constitucional ratificó la reelección de Denis Sassou Nguesso tras rechazar los recursos de la oposición.
| Candidato                     | Partido                                     | Votos     | Porcentaje |
| ----------------------------- | ------------------------------------------- | --------- | ---------- |
| Denis Sassou-Nguesso          | Partido Congoleño del Trabajo               | 1.539.725 | 88,40%     |
| Guy Brice Parfait Kolélas     | Unión de Demócratas Humanistas Yuki         | 138.561   | 7,96%      |
| Mathias Dzon                  | Unión Patriótica por la Renovación Nacional | 33.497    | 1,92%      |
| Joseph Kignoumbi Kia Mboungou | La Chaine                                   | 10.718    | 0,62%      |
| Dave Mafoula                  | Soberanistas                                | 9.143     | 0,52%      |
| Albert Oniangué               | Independiente                               | 6.977     | 0,40%      |
| Anguios Nganguia Engambé      | Partido por la Acción de la República       | 3.157     | 0,18%      |
| Votos válidos                 | Votos válidos                               | 1.741.778 | 98,03%     |
| Votos en blanco y nulos       | Votos en blanco y nulos                     | 35.008    | 1,97%      |
| Total                         | Total                                       | 1.776.786 | 100%       |
| Abstención                    | Abstención                                  | 868.497   | 32,83%     |
| Registrados / Participación   | Registrados / Participación                 | 2.645.283 | 67,17%     |
| Fuentes:                      |                                             |           |            |